# 805
Cette page concerne l'année 805  du calendrier julien. Pour l'année 805 av. J.-C., voir 805 av. J.-C.
L'année 805 est une année commune qui commence un mercredi.

## Événements

### Asie
- 5 septembre[1] : début du règne de Xianzong, empereur Tang de Chine (fin en 820).

- Le moine japonais Saichō (nom posthume Dengyo Daishi, 767-822), rentré de Chine, rapporte au Japon un exemplaire du « Sūtra du Lotus  », texte fondateur des doctrines du Tendaï et fait de son monastère du mont Hiei un sanctuaire de la nouvelle secte bouddhiste. Il rassemble de nombreux adeptes et devient la plus haute autorité morale du moment[2].
- En Inde, règne de Nagabhata II, roi Pratihâra d’Avanti (fin en 833). Il conclut des alliances avec les rois de l’Andhra, du Sind, du Vidarbha (en) (Berar) et du Kalinga pour contenir les Rashtrakuta au sud et les Arabes du Sind à l’Ouest[3].

### Europe
- 6 janvier : la chapelle palatine d'Aix-la-Chapelle est consacrée par le pape Léon III[4].
- 30 mars : Saint Ludger consacré premier évêque de Münster.
- Mai : découverte d'un complot contre l'émir de Cordoue Al-Hakam Ier. 72 notables sont crucifiés. La répression entraîne une forte émotion. Révoltes de la population de Cordoue entre 805 et 818[5].
- 20 avril : Charlemagne célèbre la fête de Pâques à Aix-la-Chapelle[6].
  - Le kapkhan Théodore, un prince avar convertit au christianisme, se rend à Aix-la-Chapelle pour implorer Charlemagne de lui accorder un territoire à l’Ouest de la Raab, afin qu’il puisse installer son peuple à l’abri des agressions slaves. Quelques mois plus tard, un autre prince avar, qui prétend au titre de khagan, envoie des ambassadeurs à l’empereur pour lui demander de confirmer son autorité sur l’ensemble du peuple avar. Il l’obtient à condition de se faire baptiser, ce qu’il fait en prenant le nom d’Abraham. Le khanat avar, réduit à ses possessions occidentales, résiste quelque temps sous la protection franque, puis se désagrège devant l’expansion bulgare et slave[7].
  - Les Francs font la conquête de la Bohême (fin en 806). Charles le Jeune mène une première expédition contre les Tchèques et assiège leur citadelle de Canburg (mal localisée, peut-être sur l'Elbe en Bohême). Le prince tchèque Lech est tué[8].
- Juillet : Charlemagne quitte Aix. Il passe par Thionville et Metz pour aller chasser dans les Vosges à Champ près de Bruyères où son fils Charles le rejoint après sa campagne en Bohême[6].
- 24 décembre[9] : double capitulaire de Thionville en faveur de la paix intérieure.
  - Interdiction de l’importation d’armes (épées, cuirasses) en pays slaves, avar et normands[10].
  - Ordonnance rendant obligatoire le port de la brunia (coûteuse veste de cuir couverte d’écailles métalliques) pour ceux qui ont au moins douze familles de paysans travaillant pour eux[11].
  - Seul ceux qui ont au moins quatre familles d’esclaves ou de fermiers sont tenus d’effectuer le service militaire à leur frais. Les autres doivent s’organiser pour équiper un combattant[6] (par exemple un combattant pour quatre paysans libres en 808).
  - Première mention de la ville de Magdebourg qui devient un comptoir commerçant des Francs avec les Slaves. Une dizaine de postes avancés sont établis sur la frontière qu’il est interdit aux marchands de franchir (Bardowick, Skaesla, Magdebourg, Erfurt, Hallstadt, Forchheim, Premberg, Ratisbonne et Lorch). Leur trafic est contrôlé[10].
  - Charlemagne tente vainement de centraliser la frappe des monnaies au palais[10].
- Après le 25 décembre[12] : Ambassade de Venise pour se placer sous la protection de Charlemagne. Pépin d'Italie annexe la Vénétie et l’Istrie sur Byzance[13].

- Révolte des Berbères de Mérida contre l'émir de Cordou Al-Hakam Ier menée par Asbagh ibn Wansus[5].
- Révolte des Slaves contre Byzance, aidés par la flotte arabe dans la région de Patras[14] (fin en 807).
- La flotte musulmane ravage Chypre[15].
- Famine dans l'empire carolingien (805/806). En décembre, l’empereur ordonne que l’on vende le blé à bas prix et que chacun tâche de nourrir ses gens. Il interdit toute exportation de denrées alimentaires hors de l’empire[16]. Des prières collectives et des jours de jeûne sont imposés.

## Naissances en 805
- Agnellus de Ravenne.
- Al-Farghani, astronome persan.
- Judith de Bavière, 2e épouse de Louis le Pieux.
- Luidolf de Saxe

## Décès en 805
- Al-Kisai, créateur avec Sîbawayh, de la grammaire arabe (école de Kufa).